# 'N Sync
'N Sync je úspěšný americký boyband, nominovaný i na cenu Grammy Award. V roce 2001 je časopis Rolling Stone označil za nejúspěšnější skupinu na světě. Celosvětově prodali přes 56 milionů desek.
'N Sync byli založeni v roce 1996 pěti členy, z nichž nejznámější je Justin Timberlake. V roce 2000 vydali desku No Strings Attached, které se za jeden den prodalo 1,1 milionu kopií a za týden 2,4 milionů kusů, což je nejvyšší prodej v jednom týdnu v hudební historii. Druhou příčku historického žebříčku okupuje jejich další deska Celebrity.
Kapela zaznamenala řadu úspěchů včetně nominací na Grammy Award nebo vystoupení během finále Super Bowlu. Skupina si také zahrála sebe samu v seriálu Simpsonovi.
Na jaře 2002 vyhlásila kapela přestávku s tím, že se členové budou věnovat soukromým projektům. V létě 2006 byla jejich oficiální stránka zrušena a v roce 2007 člen Lance Bass potvrdil oficiální rozpad skupiny.

## Diskografie

### Studiová alba
| Rok  | Album                                                             | Umístění | Umístění | Umístění | Umístění | Umístění | Umístění | Prodej a certifikace                               |
| Rok  | Album                                                             | USA.     | UK       | KAN      | AUS      | NZ       | NĚM      | Prodej a certifikace                               |
| ---- | ----------------------------------------------------------------- | -------- | -------- | -------- | -------- | -------- | -------- | -------------------------------------------------- |
| 1998 | *NSYNC - 1. studiové album - Vydáno: 24. března 1998              | 2        | 30       | 4        | 58       | 34       | 1        | Celosvětově: 13 milionů + Certifikace: 10× Platina |
| 2000 | No Strings Attached - 2. studiové album - Vydáno: 21. března 2000 | 1        | 14       | 1        | 3        | 12       | 7        | Celosvětově: 15 milionů+ Certifikace: 12× Platina  |
| 2001 | Celebrity - 3. studiové album - Vydáno: 24. července 2001         | 1        | 12       | 1        | 10       | 10       | 5        | Celosvětově: 13 milionů+ Certifikace:5x Platina    |

### Další alba
- Home for Christmas (1998)
- The Winter Album (1998)
- Greatest Hits (2005)
- The Collection (2010)

### Singly
- Tearin' Up My Heart
- You Got It
- Sailing
- Crazy For You
- Riddle
- For The Girl Who Has Everything
- I Need Love
- Giddy Up
- Here We Go
- Best Of My Life
- More Than A Feeling
- I Want You Back
- Together Again
- Forever Young
- I Just Wanna Be With You
- God Must Have Spent A Little
- More Time On You
- Everything I Own
- I Drive Myself Crazy
- U Drive Me Crazy
- Better Place